# 1754.
◄ | 17. stoljeće | 18. stoljeće | 19. stoljeće | ►
◄ | 1720-ih | 1730-ih | 1740-ih | 1750-ih | 1760-ih | 1770-ih | 1780-ih | ►
◄◄ | ◄ | 1751. | 1752. | 1753. | 1754. | 1755. | 1756. | 1757. | ► | ►►
Arhitektura • Astronomija • Biologija • Glazba • Kazalište • Kemija • Kiparstvo • Knjige • Književnost • Kršćanstvo • Medicina • Politika • Pravo • Promet • Slikarstvo • Znanost

## Događaji
- Osnovano Sveučilište Columbia kao Kraljevski koledž u New Yorku.

## Rođenja
- 9. kolovoza – Luj XVI., kralj Francuske († 1793.)

## Smrti
- 15. travnja – Jacopo Riccati, talijanski matematičar (* 1676.)
- 8. listopada – Henry Fielding, engleski književnik (* 1707.)
- 13. prosinca – Mahmud I., turski sultan (* 1696.)

## Vanjske poveznice
|  | Zajednički poslužitelj ima još gradiva o temi 1754. |